# Gymnobela brachypleura
Gymnobela brachypleura é uma espécie de gastrópode do gênero Gymnobela, pertencente a família Raphitomidae.